# Андреевка (Молдова)
Андреевка (рум. Andreevca) — село в Оргеевском районе Молдавии. Наряду с сёлами Киперчены и Воротец входит в состав коммуны Киперчены.

## География
Село расположено на высоте 161 метров над уровнем моря.

## Население
По данным переписи населения 2004 года, в селе Андреевка проживает 259 человек (136 мужчин, 123 женщины).
Этнический состав села:
| Национальность | Число жителей | Процентный состав |
| -------------- | ------------- | ----------------- |
| молдаване      | 230           | 88.8              |
| украинцы       | 27            | 10.42             |
| гагаузы        | 1             | 0.39              |
| прочие         | 1             | 0.39              |
| Всего          | 259           | 100%              |